# Арцыбашев, Александр Анатольевич
Алекса́ндр Анато́льевич Арцыба́шев (род. 30 апреля 1970, Челябинск) — российский легкоатлет, специалист по спортивной ходьбе. Выступал за сборную России по лёгкой атлетике в 1990-х годах, бронзовый призёр Кубка Европы в командном зачёте, победитель и призёр первенств всероссийского значения. Представлял Челябинскую область. Мастер спорта России международного класса. Тренер по спортивной ходьбе.

## Биография
Александр Арцыбашев родился 30 апреля 1970 года в Челябинске. Пришёл в спорт в юном возрасте по наставлению отца Анатолия Дмитриевича Арцыбашева, заслуженного работника физической культуры, тренера Специализированной детско-юношеской школы олимпийского резерва № 5.
С 1985 года занимался спортивной ходьбой под руководством заслуженного тренера СССР Ивана Иосифовича Гергенрейдера.
Окончил челябинское Среднее профессионально-техническое училище № 70, Челябинский государственный педагогический университет.
В 1988 году выиграл юниорское первенство СССР, успешно выступал на международных стартах в Польше, Венгрии, Чехословакии, Германии, участвовал в многодневных переходах на 200 км в Испании, Бельгии, Франции, Голландии.
Наивысшего успеха как спортсмен добился в сезоне 1996 года, когда вошёл в состав российской сборной и выступил на Кубке Европы по спортивной ходьбе в Ла-Корунье — с результатом 4:26:48 занял 17-е место в личном зачёте 50 км и тем самым помог соотечественникам стать бронзовыми призёрами командного зачёта.
За выдающиеся спортивные достижения удостоен почётного звания «Мастер спорта России международного класса» (1996).
Впоследствии работал преподавателем в Челябинском государственном педагогическом университете. Проявил себя на тренерском поприще, среди его воспитанников ходоки Денис Шалгин, Татьяна Сибилёва.
В начале 2010-х годов переехал на постоянное жительство в Индию, в течение многих лет возглавлял индийскую национальную сборную по спортивной ходьбе.